# Dajjal
Masih ad-Dajjal (arabă: المسيح الدجّال‎ al-Masīḥ ad-Daǧǧāl, tradus ca "falsul Messia") este un personaj demonic în escatologia islamică. El ar urma să apară și să pretindă că este Masih (adică Messia) la un moment dat, în viitor, înainte de Yawm al-Qiyamah (Ziua Judecății). Este o figură direct comparabilă cu Antihrist și cu Armilus din escatologia creștină, respectiv iudaică.